# 菊竹淳一
菊竹 淳一（きくたけ じゅんいち、1939年1月 - ）は、日本の美術史学者。九州大学名誉教授。専門は東アジア美術。

## 人物・経歴
福岡県に生まれる。1957年3月福岡県立修猷館高等学校を経て、1963年3月九州大学文学部哲学科（美学・美術史専攻）を卒業。1963年3月九州大学大学院文学研究科修士課程（美学・美術史専攻）を修了。
1965年4月九州大学文学部美術・美術史講座助手となるが、同年9月奈良国立博物館学芸員に転任。1979年8月九州大学文学部美術・美術史講座助教授に転任。1983年4月九州大学文学部附属九州文化史研究施設勤務を併任し、1994年9月九州大学文学部美術・美術史講座・大学院文学研究科教授に就任。1998年7月より2000年6月まで九州大学文学部長・大学院文学研究科長（2000年4月に大学院文学研究科が大学院人文科学研究院となると院長）を務め、2000年4月からは九州大学大学院人文科学府長も併任した。2002年3月退官、九州大学名誉教授となる。
2002年4月より2008年3月まで九州産業大学芸術学部教授を務める。

## 編著
- 『聖徳太子絵伝』（蔵田蔵等共編、奈良国立博物館、1969年）
- 『高麗仏画』（吉田宏志等共編、朝日新聞社、1981年）
- 『日本古版画集成』（倉田文作等共編、筑摩書房、1984年）
- 『仏教版画』（至文堂、1984年）
- 『世界美術大全集 東洋編10・高句麗・百済・新羅・高麗』（吉田宏志等共編、小学館、1998年）
- 『世界美術大全集 東洋編11・朝鮮王朝』（吉田宏志等共編、小学館、1999年）
- 『高麗時代の仏画』（時空社、2000年）